# Aleuroplatus premnae
Aleuroplatus premnae là một loài côn trùng cánh nửa trong họ Aleyrodidae, phân họ Aleyrodinae.
Aleuroplatus premnae được Corbett miêu tả khoa học đầu tiên năm 1926.